# The Atlantic City Story
The Atlantic City Story (bra: The Atlantic City Story) é um filme de 2020 dirigido por Henry Butash. Teve sua estreia no Festival de Cinema de Denver de 2020.

## Sinopse
Após enfrentar problemas no casamento, Jane foge de casa em direção a Atlantic City no fim de semana, onde ela conhece um jovem jogador, Arthur.

## Elenco
- Jessica Hecht - Jane
- Mike Faist - Arthur
- Gary Wilmes - Gary

## Recepção
Em sua crítica no The Film Stage, Christian Gallichio avaliou com um "A-" dizendo que "ao limitar o escopo narrativo e temático, sem nunca olhar além das vidas desses dois personagens totalmente formados, o filme de Butash é uma maravilha compacta." Escrevendo para o Hey U Guys, Jack Hawkins avaliou com 2 de 5 estrelas dizendo que o filme "nunca se encaixa, nem como romance nem como declaração sobre a condição humana. Há um crescendo entre os amantes, mas não há um pico."
No Eye for Film, Jennie Kermode avaliou com 4 de 5 estrelas dizendo que "embora não seja difícil adivinhar o arco geral do filme, nunca se tem certeza de como qualquer cena será." No High On Films, Shikhar Verma avaliou com 2,5 de 5 estrelas dizendo que "é um filme que entende o sentimento subestimado de estar perdido. Ele entende a razão pela qual tantas pessoas no mundo não compartilham ou confidenciam sua tristeza com as pessoas que conhecem."